# Naturalizmus (művészet)

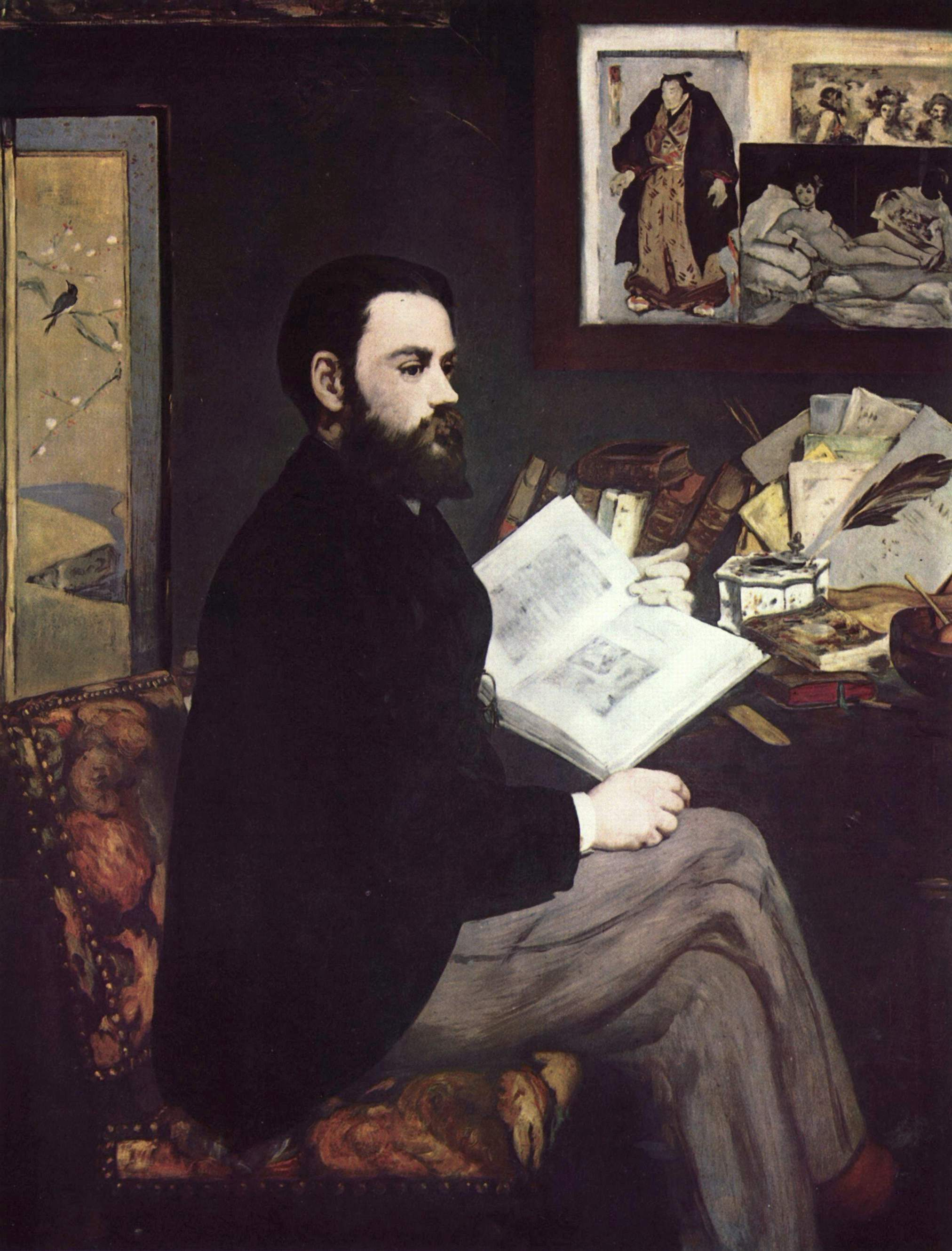
Édouard Manet: Émile Zola portréja (1868)

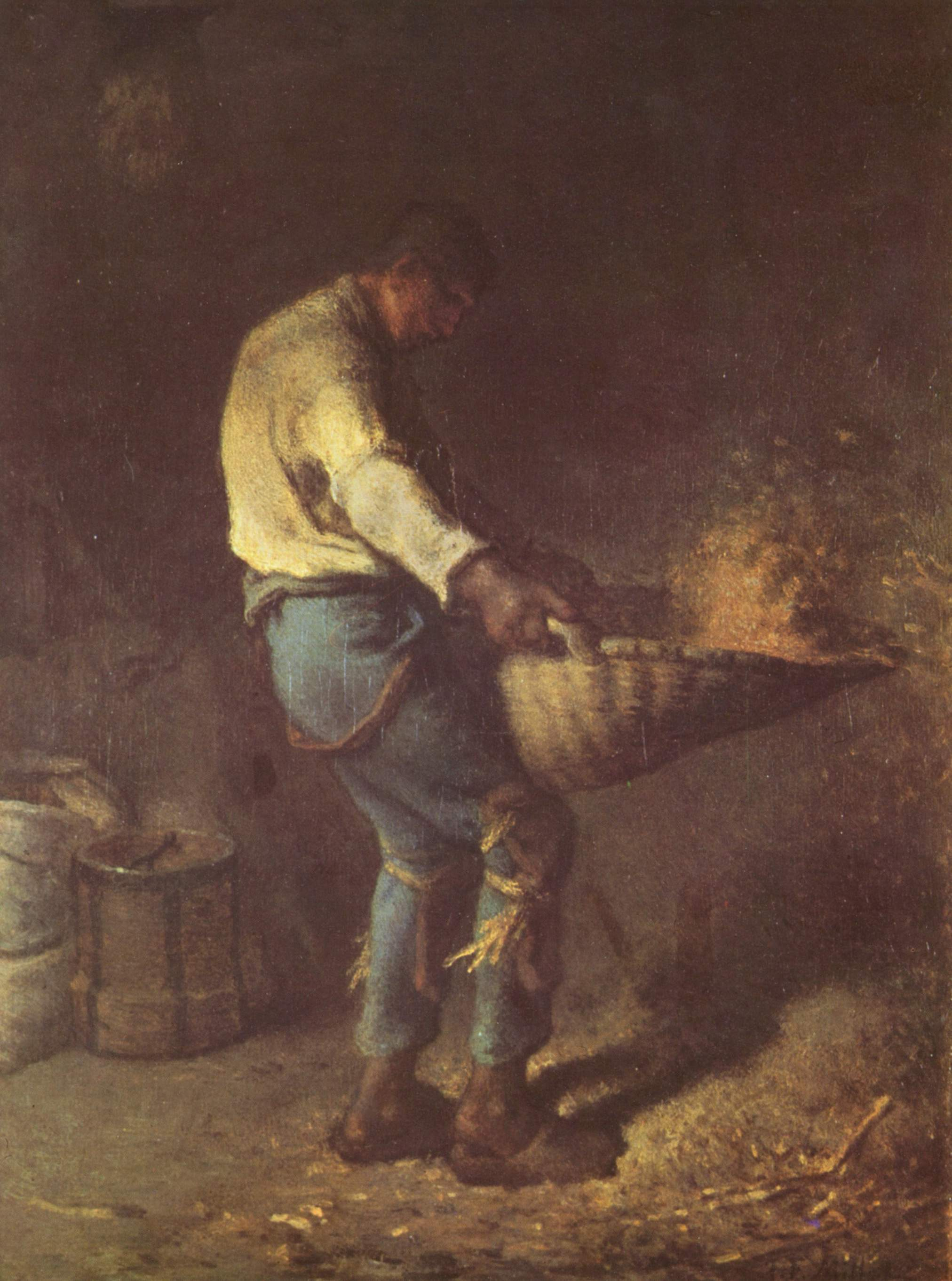
Millet: Pelyvarázók (1848)

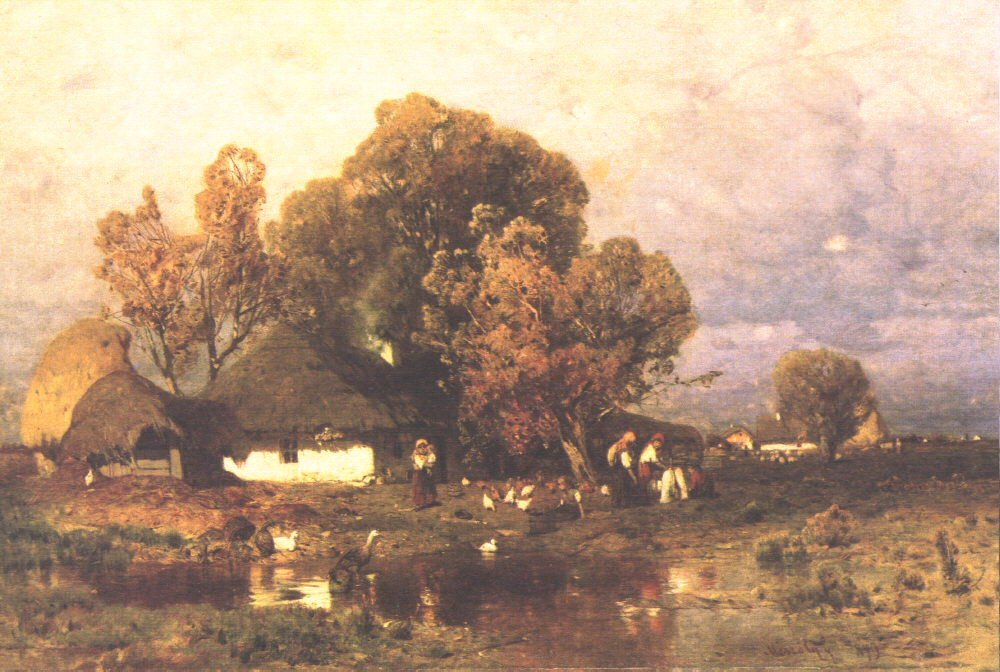
Mészöly: Tanya (Alföld) (1879)

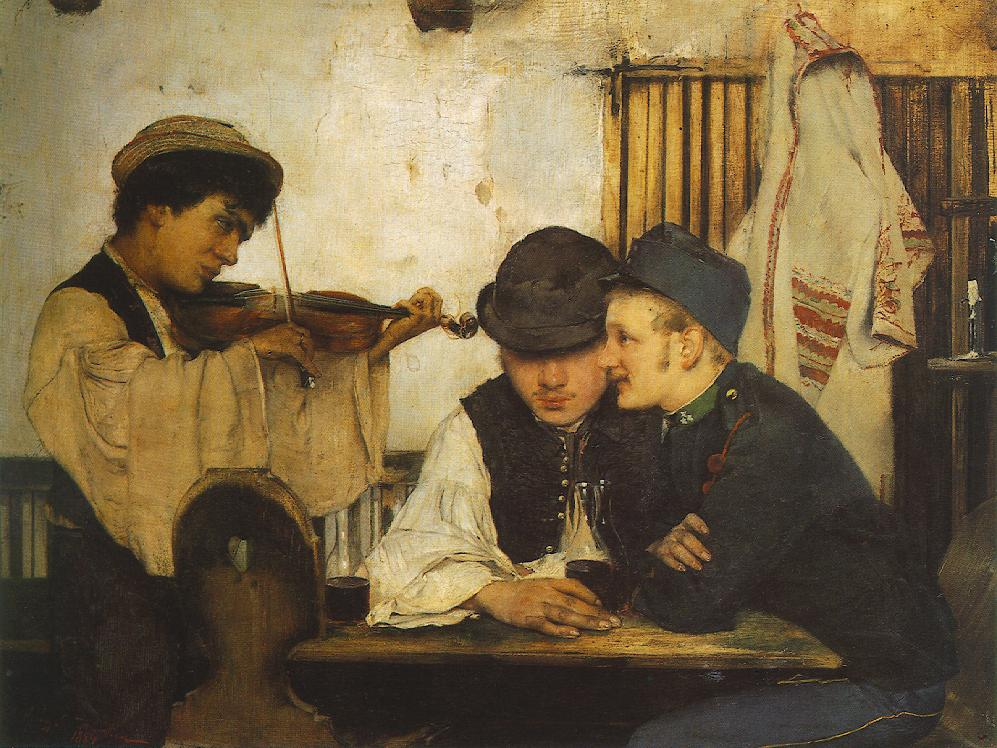
Hollósy: Jó bor (1884)

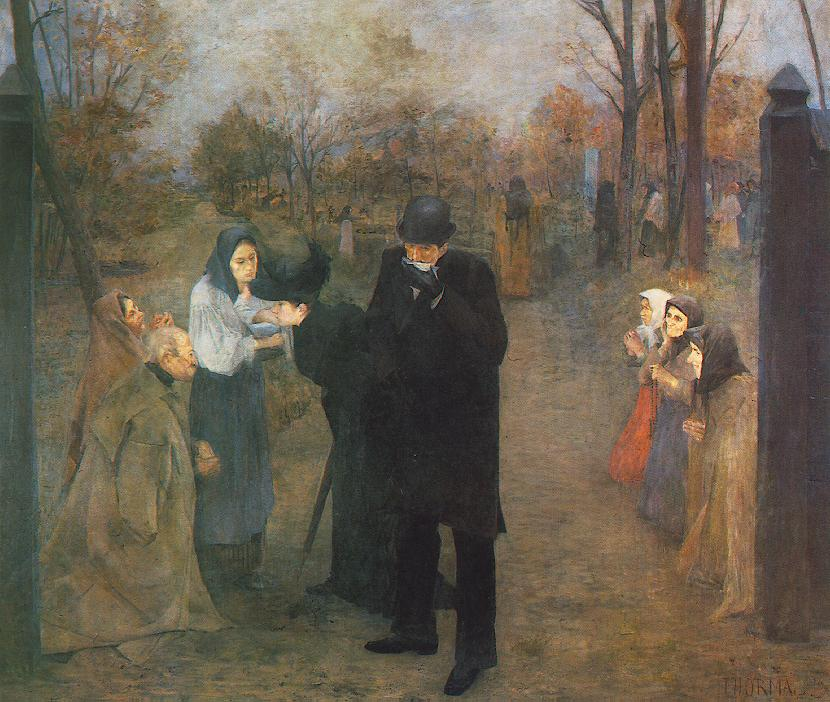
Thorma: Szenvedők (1892)

A naturalizmus irodalmi, képzőművészeti és színházi irányzat, amely az egészen valósághű, aprólékos részletekre kiterjedő ábrázolásra törekszik, és nem mellőzi azok bemutatását sem, amelyeket máskülönben szokványosnak, hétköznapinak vagy éppen riasztónak, taszítónak ítélnek.

## Megjelenése
Az 1850-es évektől bontakozik ki. A realizmus szemléletét gondolja tovább. Franciaországban, Németországban, Olaszországban, majd Közép-Kelet-Európában jelentkezett először.
Elnevezése a latin natura (természet) szóból ered. Legfontosabb célja a természet tanulmányozása és a tapasztalatok természethű ábrázolása. Filozófiai alapja a pozitivizmus (akárcsak a realizmusnak).

## Történelmi háttér
Szellemi atyjának Émile Zolát tekintik, aki tanulmányával elméleti alapozást adott az irányzatnak; további jelentős képviselői közé tartozik Bourget, Maupassant, Reymont és Hauptmann. A taine-i társadalomtudomány-felfogást Zola A kísérleti regény című tanulmányában próbálta az irodalomra alkalmazni (1880). Értekezésének összegzése: a lélektant az élettannal, a szépirodalmat a dokumentumszerű leírással azonosította.

## A naturalista stílus jellemzői
- a természetesség érzékeltetésére fényképszerű részletezés
- a társadalmi meghatározottság fontosabb, mint az egyéni jellemvonás
- törekvés olyan témák bemutatására, amelyek eddig elkerülték a művészek figyelmét (illetlenség, alantasság, közönségesség, erotika)
- a szerkesztésben a mikroszkopikus pontosság az elnagyolt kompozícióval társul

A naturalista művész a természetességre hivatkozva a pillanatnyiságot kívánta összekapcsolni az ösztönbe zárt idővel; a pozitivista alapú igazságot a társadalomkritikával és a lélekrajzi felfedezéseket a dokumentarizmussal. A durva, alantas világ rajza figyelmezteti az olvasót korlátaira – s kelt(het) benne ellenszenvet.

## A naturalista stílus jellemző műfajai

### Drámában
- társadalmi dráma (Henrik Ibsen)
- szalondráma (Molnár Ferenc)
- népszínmű (a népi jelleg „reklámozása”, Csiky Gergely)

### Lírában[2]
- a dal különböző formái
- az agitatív propagandavers

### Epikában
- regény
- kisregény
- elbeszélés
- novella

## Naturalista szépirodalom Magyarországon
Az 1880-as, 1890-es években honosodik meg és ereszt mély gyökereket. Az első generációban elsősorban Bródy Sándor, l. Nyomor c. novelláskötete, (1884) és Csáth Géza, Kóbor Tamás, Justh Zsigmond, Thury Zoltán, a századelőn Révész Béla, Molnár Ferenc, Lengyel Menyhért, Bíró Lajos, Nagy Lajos képviseli. A két világháború közti népi írások közül ki kell emelni Illyés Gyula Puszták népe (1936) c. regényét, majd Móricz Zsigmond írásait: Hét krajcár (1907), Életem regénye (1938). A két világháború közt legerőteljesebben az ő művészetében, később Veres Péter írásaiban nyilvánult meg a naturalizmus.

## Naturalizmus a képzőművészetben
A naturalizmus stílusirányzata a szépirodalomban egy egész korszak, a képzőművészetben egy rövid átmenet. A franciáknál a naturalizmust hamarosan a plein air problémái uralták, s jött az impresszionizmus. Egy életművön belül váltottak stílust a festők, pl. Jean-François Millet naturalista festőként indult, s a barbizoni iskola egyik kiváló képviselője lett. Édouard Manet realista, naturalista festőként indult, de nagyon hamar csak az impresszionizmus stílusában tudott igazán festeni, nem volt „tudatos” impresszionista, sokáig tagadta is, hogy ő impresszionista lenne. Híres naturalista festő volt Mészöly Géza, megfigyeléseit a szabadban végezte, azután otthon, a műtermében naturalista stílusban megfestette, végül a szabadban tett megfigyelések jótékonyan árasztották el képei hangulatát. A magyar művészettörténetben Hollósy Simon, Thorma János, Ferenczy Károly, Réti István mind a naturalizmus festői voltak, de - kivált Ferenczy Károly - hamarosan túlléptek a naturalizmuson. A kisebb mesterek ragadtak le a naturalista stílusnál, sokszor még ők is áthatva kicsit a nagybányai művésztelep plein air stílusától (pl. Aggházy Gyula), majd a posztnagybányai stílustól, amely a természet, az ember és az emberi érzelmek együttesét igyekezett érvényre juttatni a képeken (legmarkánsabban Mednyánszky László alkotásai és az un. alföldi iskola, Koszta József, Nagy István, Tornyai János életműve klasszikus példa erre).

## Külső hivatkozások
- Naturalizmus.lap.hu - linkgyűjtemény